# Radonjići (Republika Serbska)
Radonjići (cyr. Радоњићи) – wieś w Bośni i Hercegowinie, w Republice Serbskiej, w mieście Sarajewo Wschodnie, w gminie Pale. W 2013 roku liczyła 60 mieszkańców.